# Rebecca Kadaga
Rebecca Alitwala Kadaga (Distrito de Kamuli, 24 de mayo de 1956) es una abogada y política ugandesa que fue nombrada Presidenta del Parlamento de Uganda en mayo de 2011. Ha sido la primera mujer elegida Presidenta en la historia del Parlamento de Uganda. Sucedió a Edward Ssekandi, quien se fue presidente de 2001 a 2011. También es miembro del Parlamento (MP) del distrito de Kamuli, en el Distrito Electoral de Mujeres, de Busoga, desde 1989.

## Formación
Nació en el distrito de Kamuli, en el este de Uganda, el 24 de mayo de 1956. Kadaga asistió al Namasagali College para recibir educación secundaria. Estudió Derecho en la Universidad de Makerere, graduándose con el título de Licenciada en Derecho en 1978. En 1979 obtuvo el Diploma en Práctica Jurídica del Centro de Desarrollo Jurídico en Kampala, en 2000 el Diploma en Derecho de la Mujer de la Universidad de Zimbabue y en 2003 el título nivel experto de Maestría en Derecho de la Mujer, también de la Universidad de Zimbabue.

## Experiencia laboral
Entre 1984 y 1988 ejerció el derecho privado. De 1989 a 1996 fue miembro del parlamento del distrito de Kamuli en el Distrito Electoral de Mujeres. Desempeñó el cargo de Presidenta del Consejo Universitario de la Universidad de Mbarara entre 1993 y 1996. Y durante 1996 el cargo de Secretaria General de la Asociación de Mujeres Parlamentarias de África Oriental. 
De 1996 a 1998 Rebecca Kadaga fue Ministra de Estado de Cooperación Regional de Uganda (África y Oriente Medio). Después fue Ministra de Estado de Comunicación y Aviación de 1998 a 1999 y Ministra de Asuntos Parlamentarios de 1999 a 2000. Fue elegida Vicepresidenta del Parlamento en 2001, cargo que ocupó hasta el 19 de mayo de 2011, año en el que fue elegida Presidenta del Parlamento.
Tras las elecciones generales de febrero de 2016, Kadaga fue reelegida por unanimidad para la Presidencia del Parlamento el 19 de mayo de 2016.

## Deberes parlamentarios
Además de sus deberes como presidenta del Parlamento de Uganda, fue miembro de las siguientes comisiones parlamentarias : 
- Comité de Nombramientos.
- La Comisión Parlamentaria.
- El Comité de Negocios.

## Controversia
Kadaga prometió aprobar el proyecto de ley contra la homosexualidad de Uganda en el parlamento en diciembre de 2012. El proyecto de ley, a veces denominado "proyecto de ley Matar a los Gays", quería que los actos de homosexualidad se castigaran con pena de muerte o cadena perpetua, aunque luego se eliminó la opción de pena de muerte. Ella dijo que se convertiría en ley ya que la mayoría de los ugandeses "lo están exigiendo".
En diciembre de 2012, Kadaga estuvo en Roma para pronunciar un discurso en la Séptima Sesión de la Asamblea Consultiva de Parlamentarios para la Corte Penal Internacional y el Estado de Derecho.
Circuló el rumor de que Kadaga había recibido una bendición del papa Benedicto XVI durante una misa en la Ciudad del Vaticano. Poco después de la noticia, el portavoz de la Santa Sede, el Padre Federico Lombardi, emitió una declaración en la que se decía: "las relaciones con la delegación no fueron extraordinarias y no se dio ninguna bendición". El grupo de parlamentarios ugandeses saludó al Papa "al igual que lo haría cualquier otra persona que asista a una audiencia con el Papa" y esto no fue "un signo específico de aprobación de las acciones o propuestas de Kadaga".